# Spáleniště (přírodní památka)
Spáleniště je přírodní památka v okrese Český Krumlov. Nachází se na Šumavě podél bezejmenného levostranného přítoku Horského potoka, čtyři kilometry jižně od osady Přední Výtoně. Je součástí CHKO Šumava. Důvodem ochrany je komplex pramenišť a mokřadů v nivě potoka.

## Galerie

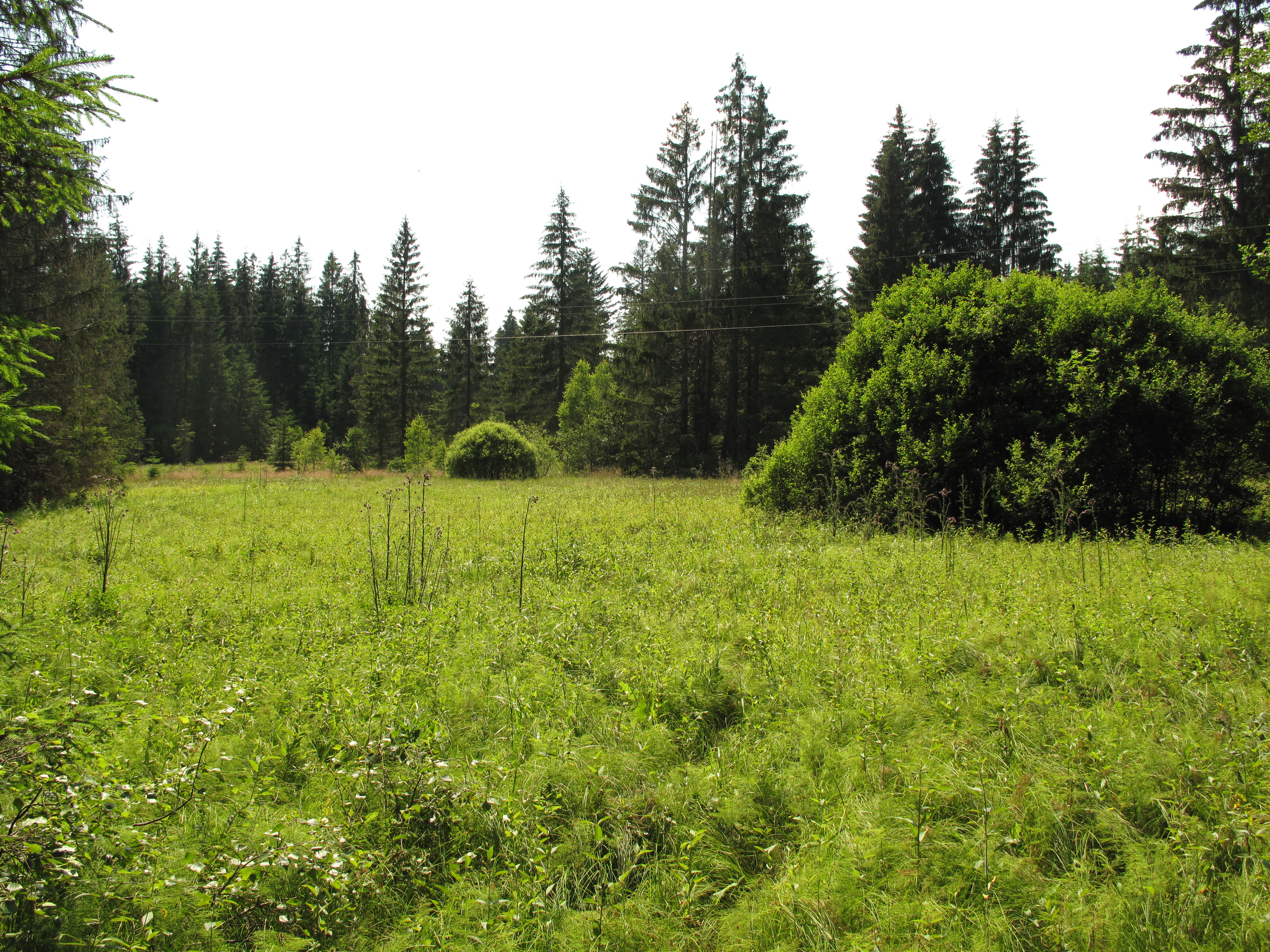
Podmáčená louka
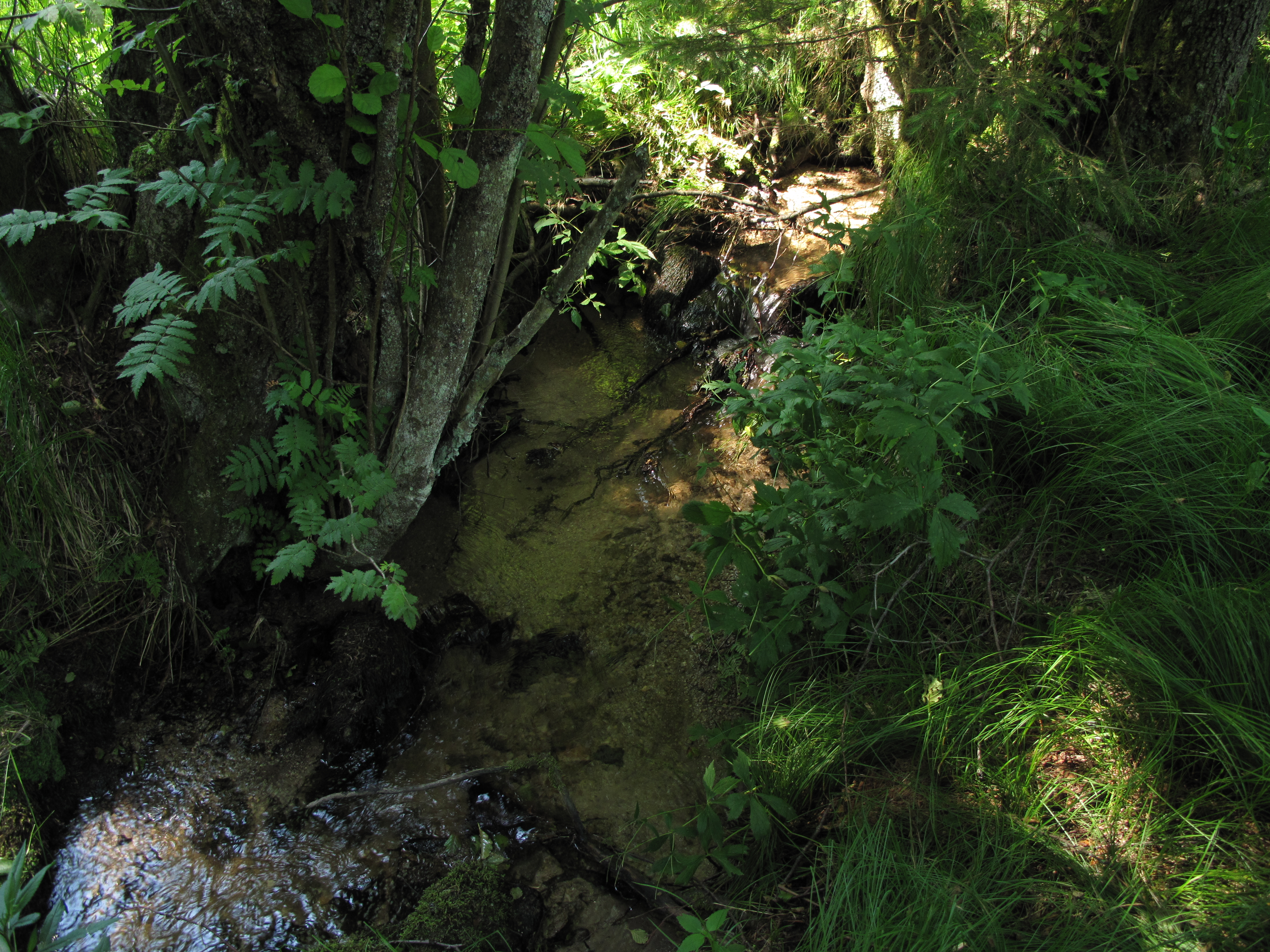
Potok
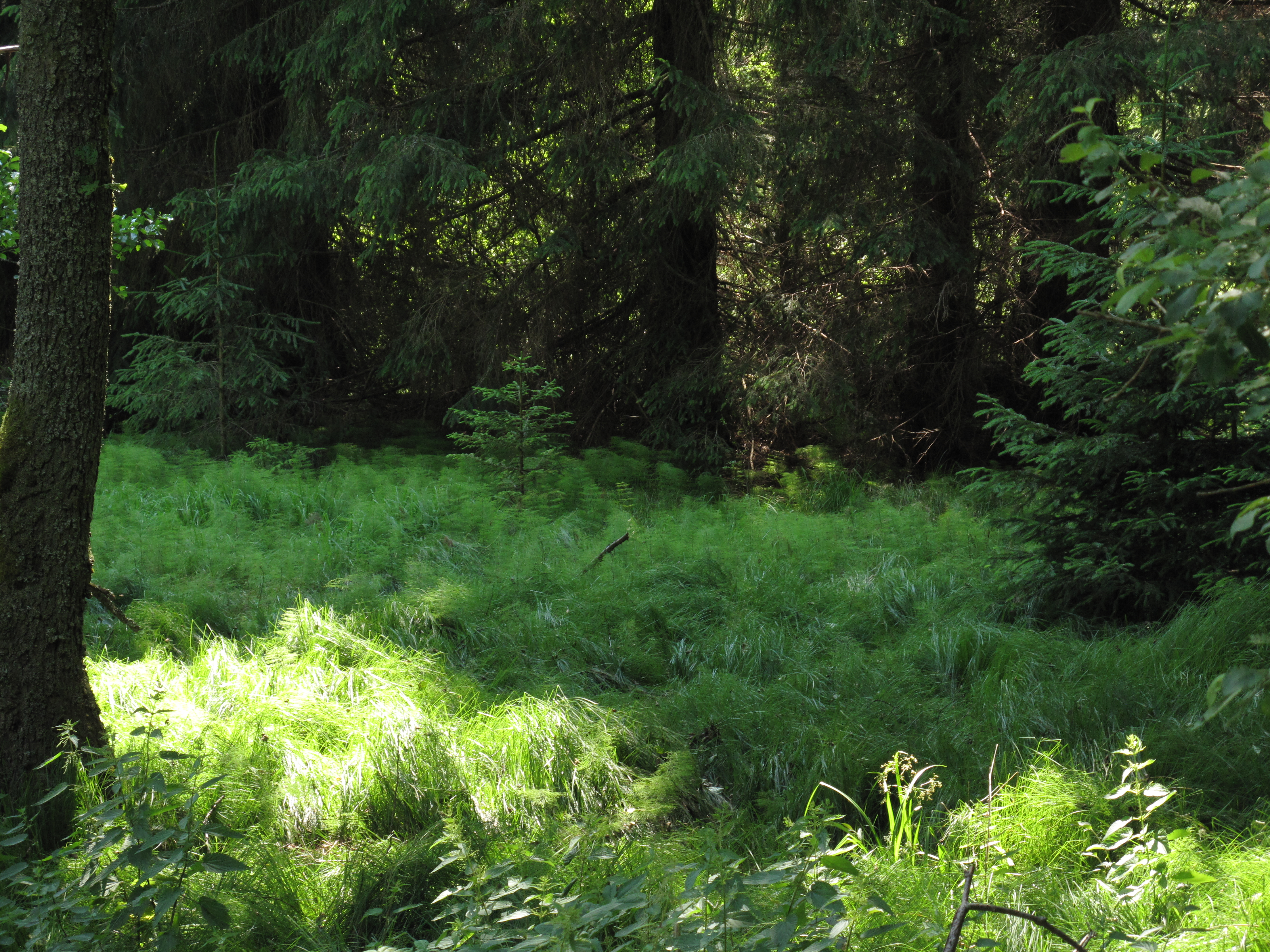
Přeslička